# Rio Verde
Rio Verde là một đô thị thuộc bang Goiás, Brasil. Đô thị này có diện tích 8388,295 km², dân số năm 2007 là 149113 người, mật độ 16,2 người/km².